# Seravezza
Seravezza est une commune italienne de la province de Lucques, dans la région Toscane.

## Administration
| Période                                  | Période | Identité | Étiquette | Qualité |
| ---------------------------------------- | ------- | -------- | --------- | ------- |
|                                          |         |          |           |         |
| Les données manquantes sont à compléter. |         |          |           |         |

### Hameaux
Azzano, Basati, Cerreta San Nicola, Cerreta Sant'Antonio, Corvaia, Fabiano, Giustagnana, Malbacco, Marzocchino, Minazzana, Pozzi, Querceta, Riomagno, Ripa, Ruosina.

### Communes limitrophes
Forte dei Marmi, Massa, Montignoso, Pietrasanta, Stazzema

## Jumelages
- Calatorao (Espagne)

## Personnalités liées à Seravezza
- Enrico Pea (1881-1958), écrivain italien né à Seravezza
- Renato Salvatori (1934-1988), acteur né à Seravezza.
- Viliano Tarabella (1937-2003), sculpteur né à Giustagnana.